# Cefalione
Cefalione (Gergito, prima del 117 – dopo il 138) è stato uno storico greco antico.

## Biografia
Retore e storico, secondo Suda nacque a Gergito, in Magna Greciaː sempre secondo questa enciclopedia bizantina, sarebbe vissuto sotto l'impero di Adriano (117-138) e, fuggito dalla sua patria per contrasti con l'imperatore, visse in Sicilia.

## Opere
Suda informa che l'opera principale di Cefalione, in dialetto ionico, erano le Storie Varie, in 9 libri, intitolati alle Muse, con evidente imitazione di Erodotoː secondo Fozio, l'opera iniziava dai mitici regni di Nino e Semiramide e si arrestava all'epoca di Alessandro Magno, quindi all'incirca nel 323 a.C..
Dell'opera restano 7 frammenti, quasi tutti di argomento mitografico e tramandati dal tardo storico antiocheno Giovanni Malala, che si incentrano sulla storia mitica di Tebe.
Definito da Fozio "prolisso ed erudito", Cefalione fu sicuramente un tardo epigono di quella storiografia universale rappresentata in età tardo-ellenistica da autori come Nicola di Damasco e, soprattutto, Diodoro Siculo, al quale lo avvicinano la tendenza a citare le proprie fonti e la tendenza aneddotica che soverchia quella politico-militare.